# 마이크로소프트 게이밍
마이크로소프트 게이밍(Microsoft Gaming)은 2022년에 설립된 마이크로소프트의 비디오 게임 및 디지털 엔터테인먼트 사업부로, 워싱턴주 레드먼드에 본사를 둔 미국의 다국적 기업이다. 다섯 개의 개발 및 퍼블리싱 레이블로 구성되어 있는데, 엑스박스 게임 스튜디오, 베데스다 소프트웍스 (제니맥스 미디어의 퍼블리셔), 액티비전, 블리자드 엔터테인먼트, 그리고 킹 (후자 세 곳은 액티비전 블리자드의 퍼블리셔)이다. 이 사업부는 엑스박스 콘솔과 서비스를 생산하며, 생산 및 판매를 총괄하고 있으며, 2014년부터 엑스박스를 총괄해온 CEO 필 스펜서가 이끌고 있다.
2022년 이전에는 마이크로소프트에 엑스박스 하드웨어, 엑스박스 운영, 게임 개발 스튜디오를 포함한 여러 비디오 게임 관련 제품 라인이 있었다. 마이크로소프트 게이밍은 마이크로소프트가 액티비전 블리자드를 인수할 계획을 발표하면서 모든 마이크로소프트 게임 그룹을 단일 사업부로 통합하기 위해 설립되었다. 2023년 액티비전 블리자드 인수가 완료되면서 마이크로소프트는 가장 큰 게임 회사 중 하나가 되었으며, 매출 기준 3위, 고용 규모 기준 최대 규모의 게임 회사가 되었다. 이 회사는 모든 게임 플랫폼에 걸쳐 월간 5억 명의 활성 플레이어를 보유하고 있다.
이 사업부는 콜 오브 듀티, 캔디 크러쉬, 워크래프트, 헤일로, 마인크래프트, 엘더 스크롤을 포함한 역대 가장 인기 있고 많이 팔린 최고 수익 미디어 프랜차이즈의 지식 재산을 소유하고 있다.

## 역사

### 마이크로소프트 게이밍 이전 (2001년–2021년)

Xbox의 로고

2000년까지 마이크로소프트는 비디오 게임 퍼블리싱 노력이 제한적이었다. 2000년 최초의 엑스박스 발표와 2001년 출시와 함께, 마이크로소프트는 엑스박스 및 윈도우용 비디오 게임의 내부 개발을 위한 사업부를 설립했는데, 당시에는 마이크로소프트 게임 스튜디오(MGS)로 알려져 있었다. 엑스박스 하드웨어는 마이크로소프트 내의 별도 사업부로 남아 있었다. 스티브 발머가 마이크로소프트의 CEO 자리에서 물러난 후, 마이크로소프트 투자자들은 회사에 게임 사업을 매각하거나 중단하도록 압력을 가하려 했다. 그러나 이러한 노력은 큰 반향을 얻지 못했다. 엑스박스 콘솔과 같은 제품을 포함한 마이크로소프트의 게임 사업부는 회사에게 전략적 초점으로 남아 있었다. 2014년에 CEO를 맡은 사티아 나델라의 리더십 아래, 마이크로소프트는 게임 시장에 계속 투자하고 입지를 확장해왔다. 2009년부터 엑스박스 사업부를 포함한 마이크로소프트의 게임 운영은 마이크로소프트 웨스트 캠퍼스에 위치해 있다.
MGS는 첫 10년 동안 엑스박스 소프트웨어 라이브러리를 구축하는 데 도움이 되도록 번지, 라이언헤드 스튜디오, 레어 등 여러 스튜디오를 인수하고, 헤일로 개발을 위한 343 인더스트리와 포르자 게임을 위한 턴 10 스튜디오와 같은 내부 스튜디오를 설립했다. 2014년 사티아 나델라가 CEO로 승진한 후 (필 스펜서가 엑스박스 책임자로 부상하면서), 마이크로소프트는 마인크래프트 개발사인 모장 스튜디오를 25억 달러에 인수하는 것을 시작으로 새로운 인수 전략을 시작했다. 2014년과 2019년 사이에 MGS는 닌자 시어리, 플레이그라운드 게임스, 옵시디언 엔터테인먼트, 인엑자일 엔터테인먼트를 포함한 여러 유명 스튜디오도 인수했다. 이러한 인수는 MGS를 소니의 플레이스테이션 스튜디오스와 비교될 만한 회사의 주요 퍼스트 파티 개발사로 자리매김하는 데 도움이 되었다.
마이크로소프트는 2017년에 엑스박스 게임 패스를 출시했으며, 이는 회사가 독점작이 아닌 서비스 기반 비즈니스 모델에 집중하기 위해 전략을 재평가한 중요한 해였다. 이러한 전략적 변화를 통해 마이크로소프트는 다른 콘솔 제조업체와 차별화할 수 있었다. 엑스박스 게임 패스를 통해 서비스 지향적인 비즈니스 모델을 우선시함으로써, 마이크로소프트는 사용자를 유치하기 위해 독점 게임 타이틀에 크게 의존하는 전통적인 콘솔 전략과 다른 접근 방식을 취했다. 독점 콘텐츠만을 기반으로 경쟁하는 대신, 마이크로소프트는 방대한 게임 라이브러리에 대한 접근을 제공하는 구독 서비스를 통해 게이머들에게 더 넓은 가치 제안을 제공하는 것을 목표로 했다. 2017년, 스펜서는 마이크로소프트의 게이밍 사업부 수석 부사장으로 임명되었다.
2019년, 더 큰 브랜딩의 일환으로 MGS는 엑스박스 하드웨어 브랜딩과 일치하도록 엑스박스 게임 스튜디오(XGS)로 이름이 변경되었고, 추가로 더블 파인을 인수했다. 마이크로소프트는 2020년에 81억 달러에 제니맥스 미디어를 인수하여 이드 소프트웨어, 머신게임즈, 아케인 스튜디오, 퍼블리셔 베데스다 소프트웍스 등의 모회사를 인수하여 게임 개발 스튜디오 포트폴리오를 더욱 확장했다. 제니맥스는 인수 후에도 XGS와 별개의 법인으로 남아 있었지만, 스펜서의 감독을 받았다.

### 액티비전 블리자드 설립 및 인수 (2022년–2023년)
마이크로소프트는 2022년 1월 18일 액티비전 블리자드를 현금 687억 달러에 인수할 것을 제안했다고 발표했다. 동시에 마이크로소프트는 엑스박스 게임 스튜디오, 제니맥스 미디어, 액티비전 블리자드가 새로 설립된 마이크로소프트의 게임 사업부인 마이크로소프트 게이밍 산하로 편입될 것이라고 발표했다. 마이크로소프트 게이밍 CEO 필 스펜서는 액티비전 블리자드를 인수하는 주요 이유 중 하나가 모바일 게임 시장 진출이라고 밝혔다. 한편, 액티비전 블리자드 CEO 바비 코틱은 더 많은 인재를 확보하고, 성장하는 게임 산업의 수요를 활용하며, 중국과 일본의 신흥 게임 회사들과 경쟁하기 위해 제안을 수락했다고 언급했다. 마이크로소프트 게이밍은 소니, 닌텐도, 엔비디아, 부스터로이드, 유비투스, 엔웨어, EE 등 게임 회사들과 10년 계약을 체결하여 향후 10년간 콜 오브 듀티를 각 플랫폼에 출시할 예정이다. 또한, 마이크로소프트 게이밍은 액티비전 블리자드 인수로 인한 규제 압력으로 인해 액티비전 블리자드의 클라우드 게임 권한을 유비소프트에 15년간 판매했다. 여러 규제 문제 끝에, 이 거래는 2023년 10월 13일에 완료되었다. 인수 총액은 754억 달러에 달했다. 이로 인해 마이크로소프트는 텐센트와 소니 인터랙티브 엔터테인먼트에 이어 세 번째로 큰 비디오 게임 퍼블리셔가 되었다. 인수 발표 당일, 필 스펜서는 마이크로소프트 게이밍 사업부를 설립하고 CEO를 맡았으며, 맷 부티는 엑스박스 게임 스튜디오를 이끌었다. 스펜서의 역할은 모든 기기와 서비스에 걸쳐 마이크로소프트의 글로벌 인터랙티브 엔터테인먼트 사업을 포함한다. 2022년, 제니맥스 미디어는 헝가리 비디오 게임 개발 스튜디오인 네메시스 게임즈를 인수했다. 이 인수 이후, 네메시스 게임즈는 공식적으로 제니맥스 온라인 스튜디오 헝가리로 이름이 변경되었다.
액티비전 블리자드 인수가 완료된 직후, 마이크로소프트는 마이크로소프트 게이밍을 추가로 재편성했다. 이 과정에서 엑스박스 하드웨어 라인은 사라 본드가 이끄는 마이크로소프트 게이밍으로 편입되었다. 맷 부티는 엑스박스 게임 스튜디오와 제니맥스 미디어의 감독을 포함하는 게임 콘텐츠 및 스튜디오 사장이 되었으며, 액티비전 블리자드는 스펜서의 직접적인 산하에 남아 바비 코틱이 2024년 초까지 CEO로 남아 전환을 도왔다. 직원들에게 보낸 이메일에서 바비 코틱은 2023년 12월 29일에 액티비전 블리자드를 떠날 것이라고 발표했다.
바비 코틱의 퇴임 후, 액티비전 블리자드는 마이크로소프트 게이밍과 재조정을 위한 조직 개편을 진행했다. 액티비전 블리자드의 토마스 티플 부회장, 액티비전의 롭 코스티치 사장, 블리자드 엔터테인먼트의 마이크 이바라 사장, 킹의 요돌프 솜스테드 사장이 게임 콘텐츠 및 스튜디오 사장인 맷 부티에게 보고하기 시작했다. 액티비전, 블리자드 엔터테인먼트, 킹의 리더십 팀은 변함이 없었다. CCO 룰루 메저비는 2024년 1월 31일 액티비전 블리자드를 떠났다. 전환을 도운 후, 토마스 티플은 다른 여러 액티비전 블리자드 고위 임원들과 함께 2024년 3월 회사에서 퇴사했다.
마이크로소프트 게이밍은 2024년 1월 1,900명의 직원(전체 인력의 약 8%)을 해고했다. 또한 블리자드의 마이크 이바라 사장과 블리자드 공동 창립자이자 최고 디자인 책임자였던 알렌 애드햄이 회사를 떠났다. 블리자드 엔터테인먼트는 해고로 가장 큰 영향을 받은 조직으로 알려졌다. 블리자드 엔터테인먼트가 6년 동안 개발해온 것으로 알려진 게임 오디세이 프로젝트는 취소되었다. 토이즈 포 밥과 슬레지해머 게임스는 해고로 인해 직원 수가 30% 이상 감소한 것으로 알려졌다. 마이크로소프트 게이밍은 또한 액티비전 블리자드의 전체 내부 고객 지원 팀과 엑스박스 게임을 실물 소매로 출시하는 전담 팀을 해고한 것으로 알려졌다. 콜 오브 듀티 프랜차이즈의 전 총괄 책임자였던 조안나 페어리스는 2024년 1월 29일 블리자드 엔터테인먼트의 새로운 사장으로 공식 취임하여 2월 5일부터 직무를 시작했다. 동시에 맷 콕스는 콜 오브 듀티 프랜차이즈의 새로운 총괄 책임자 자리를 맡았다. 2월에 토이즈 포 밥의 사무실은 문을 닫았고, 직원들은 원격으로 근무하게 되었다.

### 멀티플랫폼 전략 (2024년–현재)
2024년 2월 초, 마이크로소프트가 퍼스트 파티 독점작을 플레이스테이션 5 또는 닌텐도 스위치로 출시하려고 하며, 마이크로소프트가 하드웨어 사업에서 손을 뗄 수도 있다는 소문이 돌았다. 2024년 2월 15일, 스펜서, 본드, 부티가 참석한 특별 공식 엑스박스 팟캐스트가 열렸는데, 이 자리에서 마이크로소프트 게이밍이 일부 퍼스트 파티 타이틀을 다른 콘솔로 출시하려고 한다고 논의되었다. 스펜서는 이러한 결정의 이유 중 하나가 마이크로소프트 게이밍 프랜차이즈를 성장시키는 것이며, 향후 5~10년 내에 콘솔 독점 게임이 게임 산업에서 더 작은 부분을 차지할 것으로 예상한다고 말했다. 그 후 몇 달 동안 스펜서는 게임 산업이 게임 개발 및 배포 방식에 변화를 겪고 있으며, 마이크로소프트는 더 적극적인 멀티플랫폼 전략을 고려할 때 이를 예측할 준비가 되어 있다고 말했다. 2024년 말까지 마이크로소프트 게이밍은 "이것이 엑스박스다(This is an Xbox)"라는 새로운 광고 캠페인을 시작했으며, 이는 윈도우 PC, 삼성 스마트 TV 및 클라우드 스트리밍을 통한 아마존 파이어 TV와 같은 스트리밍 장치와 같이 전통적인 콘솔을 넘어 엑스박스 게임 및 서비스에 액세스할 수 있는 다양한 호환 장치를 선보이는 것을 목표로 했다. 엑스박스 선임 마케팅 디렉터 크레이그 맥나리는 캠페인의 메시지가 "장치 전반에 걸쳐 확장되는 엑스박스의 플랫폼으로서의 진화"를 보여주는 것이며, 이는 자신들의 게임과 콘텐츠가 다양한 하드웨어 및 소프트웨어에서 접근 가능한 미래를 시사한다고 밝혔다. 스펜서는 또한 2025년 1월에 콘솔이 발표된 후 닌텐도 스위치 2를 마이크로소프트 게이밍이 지원할 것이라고 말했다.
2024년 동안 비엑스박스 콘솔용으로 출시된 퍼스트 파티 게임에는 플레이스테이션 4, 플레이스테이션 5 및 닌텐도 스위치용 펜티먼트와 그라운디드, 그리고 플레이스테이션 5용 하이파이 러시와 씨 오브 시브즈가 포함되었다. 마이크로소프트가 2025년에 추가 콘솔용으로 계획하고 있는 다른 게임에는 에이지 오브 미솔로지: 리톨드의 플레이스테이션 5 포트, 인디아나 존스: 그레이트 서클, 포르자 호라이즌 5, 에이지 오브 엠파이어 2: 디피니티브 에디션, 그리고 세누아의 전설: 헬블레이드 II가 포함된다. 엘더 스크롤 4: 오블리비언 리마스터, 둠: 다크 에이지스, 토니 호크의 프로 스케이터 3 + 4, 기어스 오브 워: 리로드, 닌자 가이덴 4, 그리고 디 아우터 월드 2는 모두 엑스박스와 PC와 동시에 플레이스테이션 5로 출시될 예정이며, 프로 스케이터 3 + 4는 닌텐도 스위치와 닌텐도 스위치 2로 모두 출시될 예정이다. 원래 엑스박스 시리즈 X/S의 콘솔 독점작으로 계획되었던 그레이트 서클은 2024년 12월 엑스박스와 PC 출시 이후 2025년 봄에 플레이스테이션 5 버전도 포함하도록 수정되었는데, 스펜서는 이는 2024년 상반기에 다른 플랫폼으로 출시된 이전 네 개의 엑스박스 타이틀에 대한 긍정적인 반응과 더불어 엑스박스 생태계를 성장시키기 위해 강력한 사업과 프랜차이즈에 대한 관심을 유지해야 할 필요성 때문이라고 말했다. 스타필드를 포함한 마이크로소프트 포트폴리오의 다른 퍼스트 파티 게임들은 플랫폼 독점성을 유지하지 않을 것으로 예상되는데, 스펜서는 마이크로소프트 게이밍이 새로운 플레이어를 유치할 수 있는 곳으로 게임을 가져가고 싶다고 밝혔다. 불가지론적 게임 퍼블리싱으로의 전환에도 불구하고, 스펜서는 엑스박스 하드웨어가 마이크로소프트 게임 사업의 핵심 구성 요소로 남아 있으며, 독점 소프트웨어와 달리 콘솔 기능으로 경쟁할 의도라고 주장했다. 스펜서는 2025년 2월에 이 전략에 대해 자세히 설명하며, 다른 플랫폼의 라이브러리에 대한 플레이어의 투자로 인해 마이크로소프트는 더 이상 잠재적인 사용자를 엑스박스로 이동시키려고 하지 않고, 대신 멀티플랫폼 배포를 통해 더 나은 게임 포트폴리오를 구축할 수 있다고 결론 내렸다. 2025년 1월 엑스박스 개발자 다이렉트부터 마이크로소프트 게이밍 프레젠테이션은 플레이스테이션 및 닌텐도 콘솔에서 퍼스트 파티 타이틀의 가용성을 광고했다.
액티비전 개발사 토이즈 포 밥은 2024년 2월 마이크로소프트와 합의 하에 독립 스튜디오로 전환했으며, 2024년 5월에는 마이크로소프트와 다음 타이틀의 퍼블리싱 계약을 체결했다.
2024년 4월 9일, 마이크로소프트 게이밍과 넷이즈 게임즈는 블리자드 엔터테인먼트 게임을 중국으로 다시 가져오기 위한 계약을 발표했다. 이전에는 블리자드가 2022년에 넷이즈와의 퍼블리싱 계약을 종료했다. 마이크로소프트 게이밍은 또한 넷이즈 비디오 게임의 다양한 마이크로소프트 게이밍 플랫폼에서의 가용성을 확대하는 데 중점을 둔 전략적 파트너십을 통해 협력을 강화할 계획을 밝혔다.
2024년 5월 7일, 마이크로소프트 게이밍은 캐나다의 알파 독 게임즈, 미국의 아케인 오스틴, 일본의 탱고 게임웍스 세 곳의 개발 스튜디오를 폐쇄했다. 또한, 라운드하우스 스튜디오는 미국의 제니맥스 온라인 스튜디오와 합병될 예정이다. 마이크로소프트 게이밍에 따르면, 이러한 움직임은 마이크로소프트의 게임 사업부가 진행 중인 더 큰 규모의 "타이틀 및 자원 재우선화"의 일부이다. 이는 게임 라이브러리 및 새로운 지적 자산에 대한 투자를 늘리고, 영향력이 큰 타이틀에 집중하는 것을 목표로 한다. 일부 팀은 베데스다 및 제니맥스 내의 다른 프로젝트로 재배치되었으며, 일부 게임의 제작은 이러한 회사 폐쇄의 결과로 중단되었다.
엑스박스의 최고 마케팅 책임자 제럿 웨스트는 2024년 6월 말 마이크로소프트 게이밍을 떠났다. 웨스트는 엑스박스 시리즈 X/S 콘솔의 마케팅 노력을 이끌었으며, 그의 팀은 게임, 하드웨어 및 엑스박스 게임 패스의 마케팅 계획을 개발하는 책임이 있었다. 그가 떠난 후 마이크로소프트는 일부 마케팅 팀을 재편성하고 있다. 새로운 확장된 중앙 게임 마케팅 팀이 엑스박스 통합 마케팅 VP인 커스틴 워드 아래에 생성될 예정이다. 결과적으로 게임 마케팅은 맷 부티가 이끄는 게임 콘텐츠 및 스튜디오 사업부의 일부가 되며, 크리스 리가 이끄는 엑스박스 마케팅은 엑스박스 조직으로 이동하여 엑스박스 사장 사라 본드에게 보고할 예정이다.
2024년 8월 7일, 크래프톤은 탱고 게임웍스와 하이파이 러시의 IP를 인수하기 위한 계약을 마이크로소프트 게이밍과 체결했다.
2024년 9월, 스펜서는 액티비전 블리자드 인수 후 "기업 및 지원 기능"에서 650명의 직원을 대상으로 하는 또 다른 해고를 발표했다. 2024년 11월 블룸버그 뉴스와의 인터뷰에서 필 스펜서는 스튜디오 인수를 계속하고 싶다는 바람을 표현하며, 특히 중국 개발사들과 텐센트 게임즈와의 관계처럼 모바일 게임 퍼블리셔와의 파트너십에 관심을 표명했는데, 이들은 에이지 오브 엠파이어 모바일을 공동 제작했다. 스펜서는 또한 회사가 휴대용 엑스박스 콘솔을 시제품으로 제작 중임을 확인했지만, "그러한 장치는 몇 년 후에나 나올 것"이라고 강조했다. 스펜서는 애플과 알파벳과 같은 플랫폼 소유자와의 지속적인 갈등 속에서 모바일 장치를 위한 퍼스트 파티 엑스박스 스토어 설립에 대한 마이크로소프트 게이밍의 노력에 대해 언급하며, 이러한 회사들이 자사의 마켓플레이스와 공존하며 엑스박스의 콘텐츠를 호스팅하는 데 더 개방적인 환경을 구상한다고 말했다.
마이크로소프트 게이밍은 2025년 2월, 영국 케임브리지의 마이크로소프트 리서치 팀이 닌자 시어리와 협력하여 개발한, 게임플레이 스니펫과 컨트롤러 동작을 생성하도록 훈련된 세계 및 인간 동작 생성형 인공지능 모델인 뮤즈(Muse)를 발표했다. 뮤즈는 저해상도 게임플레이 클립(300x180, 초당 10프레임)을 생성하며, 컨트롤러 동작과 파워셀과 같은 게임 내 요소들을 포함한 실시간 상호 작용에 반응한다. 마이크로소프트는 닌자 시어리의 2020년 게임 블리딩 엣지를 사용하여 이 기술을 시연했다. 나델라는 마이크로소프트가 게임 라이브러리에서 뮤즈 엔진을 구축하고 뮤즈의 도움을 받아 개발된 게임을 테스트할 계획이라고 말했다.
2025년 5월 1일, 마이크로소프트 게이밍은 연말까지 비디오 게임 가격을 80달러로 인상할 것이라고 발표했으며, 이는 2020년 이후 첫 주요 가격 인상이다. 같은 달 말, 윈도우 센트럴 보고서는 마이크로소프트가 원래 2027년으로 예정되었던 퍼스트 파티 엑스박스 휴대용 콘솔 계획을 내부적으로 후순위로 미루고, 윈도우 11의 게임 성능 향상에 집중하고 아수스가 개발한 "프로젝트 키넌"과 같은 엑스박스 브랜드 휴대용 PC와 관련하여 서드 파티 파트너와의 협력을 활용하는 데 집중할 것이라고 자세히 설명했다. 더 버지는 나중에 6월에 퍼스트 파티 엑스박스 휴대용 콘솔이 취소되었으며, 이는 엑스박스 소프트웨어 플랫폼과 서드 파티 장치 개발에 더 많은 자원을 할당하기 위함이라고 보도했다. 아수스 프로젝트는 2025년 6월 엑스박스 게임스 쇼케이스에서 ROG 엑스박스 알라이(ROG Xbox Ally)와 고급 모델인 ROG 엑스박스 알라이 X(ROG Xbox Ally X)로 공개되었는데, 이들은 기존 아수스 ROG 알라이 및 ROG 알라이 X 휴대용 PC의 엑스박스 브랜드 변형 제품이다. 두 장치 모두 엑스박스 게임 패스, 엑스박스 클라우드, 리모트 플레이, 지원되는 플레이 애니웨어 타이틀 및 스팀, 에픽게임즈 스토어, Battle.net과 같은 다른 PC 스토어에 대한 액세스를 지원하는 윈도우의 사용자 지정 버전을 실행한다. 엑스박스 게임스 쇼케이스에 이어진 디 아우터 월드 2 다이렉트 세그먼트 동안, 마이크로소프트는 또한 이 타이틀이 엑스박스 게임 스튜디오의 게임 중 79.99달러로 책정된 첫 번째 게임이 될 것이라고 발표했다.
마이크로소프트 게이밍과 AMD는 2025년 6월에 엑스박스의 차세대 하드웨어 개발을 공동으로 발표했으며, 이는 인공 지능(AI) 프로세스 활용을 통해 더 깊이 있는 게임 플레이 및 시각적 경험을 제공하는 것을 목표로 하는 장치 "포트폴리오"를 포함하며, 또한 단일 디지털 스토어에 묶이지 않는 퍼스트 파티 플랫폼과 콘솔, 휴대용, PC 및 클라우드 전반에 걸쳐 유비쿼터스 경험을 포함한다. 하드웨어 라인업에는 기존 엑스박스 게임과의 완전한 하위 호환성을 지원하는 엑스박스 시리즈 X/S의 콘솔 후속작과, 엑스박스 콘솔을 넘어 다양한 플랫폼에 적용될 AMD의 맞춤형 실리콘이 포함된다. 같은 달, 마이크로소프트는 새로운 회계연도를 앞두고 회사 전체의 재편성 노력의 일환으로 엑스박스 사업부에서 네 번째 대규모 해고를 단행할 것이라고 보도되었다. 주로 중앙 유럽 전역의 엑스박스 유통에 중점을 두고, 특정 지역에서 인접 운영을 중단하는 것이었다.
마이크로소프트 게이밍은 7월 2일 사업부를 재편성했으며, 이는 회사 전체 사업부에서 약 9,000명의 직원을 해고하는 대규모 정리 해고와 일치했다. 이번 구조 조정으로 2,000명의 마이크로소프트 게이밍 직원이 해고되었으며, 여기에는 엑스박스 게임 스튜디오 개발사인 턴 10 스튜디오, 컴펄션 게임스, 언데드 랩스, 343 인더스트리의 다양한 규모의 해고가 포함되었다. 포르자 모터스포츠 시리즈를 제작하고 개발한 턴 10은 현재 인력의 거의 절반을 잃었으며, 전 콘텐츠 코디네이터 프레드 러셀에 따르면 모터스포츠의 자매 시리즈인 포르자 호라이즌의 지원 스튜디오로 재편될 것으로 예상되었다. 해고는 또한 액티비전의 여러 스튜디오, 예를 들어 콜 오브 듀티 지원 팀인 슬레지해머 게임스와 하이 문 스튜디오, 그리고 콜 오브 듀티: 블랙 옵스 7 개발사인 레이븐 소프트웨어에서도 발생했다. 모바일 타이틀 워크래프트 럼블의 개발자들은 게임 지원이 중단되면서 블리자드 엔터테인먼트에서 집단 해고되었고, 킹에서도 200명이 추가 해고된 것으로 알려졌다. 이 구조 조정에는 레어의 에버와일드 취소와 퍼펙트 다크 리부트가 포함되었으며, 후자는 개발사 이니셔티브의 폐쇄로 이어졌다. 또한 제니맥스 온라인 스튜디오가 개발하고 엘더스크롤 온라인의 후속작으로 계획되었던 미공개 MMORPG를 포함한 여러 미발표 게임 프로젝트도 취소되었다. 마이크로소프트는 외주 개발사로부터의 미공개 세컨드 파티 타이틀에 대한 자금 지원을 중단했는데, 여기에는 베데스다 소프트웍스를 통해 출시될 예정이었던 로메로 게임즈의 1인칭 슈팅 게임도 포함되어 이 스튜디오는 완전히 폐쇄되었다. 또한, 레어의 베테랑이자 게임 디자이너인 그레그 메일스, 레어의 프로듀서 루이스 오코너, 그리고 제니맥스 온라인 스튜디오의 디렉터 맷 피어러가 각자의 프로젝트가 중단되면서 마이크로소프트를 떠났고, 피어러의 후임으로는 조셉 버바가 스튜디오 디렉터로 임명되었다. 더 버지는 엑스박스 사용자 연구 및 어린이 안전 팀이 해고로 "큰 타격"을 입었으며, 해당 부서의 책임자도 해고 과정에서 해고된 것으로 보도했다.

## 제품

### 비디오 게임 장치 및 서비스
마이크로소프트 게이밍은 엑스박스 가정용 게임 콘솔 라인과 관련 주변기기를 개발하고 생산한다. 회사는 기본 엑스박스 네트워크를 활용하여 온라인 서비스로 콘솔을 지원한다. 2010년대 후반부터 마이크로소프트는 원래 엑스박스 라이브 골드로 알려진 표준 유료 구독 서비스를 엑스박스 게임 패스와 결합하기 시작했는데, 이는 온라인 멀티플레이어 및 매치메이킹 지원 외에도 구독자에게 엑스박스, 윈도우 컴퓨터 또는 클라우드 게임을 통해 플레이할 수 있는 게임 라이브러리를 제공한다.

### 비디오 게임
마이크로소프트 게이밍이 소유한 비디오 게임 프랜차이즈에는 콜 오브 듀티, 헤일로, 마인크래프트, 워크래프트, 디아블로, 스타크래프트, 오버워치, 엘더 스크롤, 폴아웃, 크래쉬 밴디쿳, 스파이로, 반조 카주이, 퍼펙트 다크, 둠, 울펜슈타인, 퀘이크, 디스아너드, 필라스 오브 이터니티, 스테이트 오브 디케이, 헬블레이드, 기어스 오브 워, 페이블, 포르자, 토니 호크, 기타 히어로, 스카이랜더스, 마이크로소프트 플라이트 시뮬레이터, 에이지 오브 엠파이어, 그리고 캔디 크러쉬가 포함된다.
마이크로소프트 CEO 사티아 나델라는 마이크로소프트 게이밍이 이제 각각 10억 달러 이상의 평생 수익을 창출한 20개의 프랜차이즈를 소유하고 있다고 발표했다. 캔디 크러쉬 사가만으로도 200억 달러의 평생 수익을 창출했다. 액티비전 블리자드 인수 후, 마이크로소프트 게이밍은 액티비전 블리자드의 회사 합류로 비디오 게임 직원 수, 스튜디오 수, 그리고 수익을 두 배로 늘렸다. 2023년, 패미통과의 인터뷰에서 필 스펜서는 액티비전 블리자드의 역량을 활용하여 이제 3개월마다 퍼스트 파티 비디오 게임을 출시할 계획이라고 발표했다. 필 스펜서는 또한 마이크로소프트 게이밍에게 창작의 자유가 얼마나 중요한지 강조하며, 비디오 게임 스튜디오에 속편을 만들도록 강요하지 않을 것이라고 밝혔다. 마이크로소프트 게이밍은 개발자들이 원하는 무엇이든 만들도록 지원할 것이다.
마이크로소프트 게이밍의 비디오 게임 개발 사업은 널리 플레이되는 타이틀을 꾸준히 개발하며 비디오 게임 산업에서 강력한 위치를 차지하고 있다. 특정 비디오 게임 장르, 예를 들어 1인칭 슈팅 게임(FPS)과 롤플레잉 게임(RPG)에서 마이크로소프트 게이밍은 시장 지배력을 유지해왔는데, 콜 오브 듀티, 헤일로, 둠, 퀘이크, 레이지, 그리고 오버워치와 같은 인기 FPS 프랜차이즈뿐만 아니라 엘더 스크롤, 폴아웃, 페이블, 필라스 오브 이터니티, 웨이스트랜드, 워크래프트, 그리고 디아블로와 같은 RPG 프랜차이즈도 소유하고 있다. 스타필드는 역대 베데스다 게임 중 가장 큰 출시작이 되었다. 지난 13년간 미국에서 출시된 최다 판매 비디오 게임 12개 중 11개가 콜 오브 듀티 프랜차이즈였다. 마이크로소프트는 또한 에이지 오브 엠파이어, 스타크래프트, 크래쉬 밴디쿳, 스파이로, 반조 카주이, 그리고 포르자와 같은 인기 프랜차이즈를 통해 실시간 전략 게임(RTS) 하위 장르, 플랫폼 게임 장르 및 경주 게임 장르에서 강력한 입지를 가지고 있다. 마이크로소프트 게이밍은 멀티플레이어 게임 시장에서 강력한 위치를 차지하고 있으며, 테이크투 인터랙티브, 일렉트로닉 아츠 및 텐센트와 함께 라이브 서비스 게임의 주요 퍼블리셔 중 하나로 활동하고 있다. 마이크로소프트 게이밍 산하의 인기 멀티플레이어 타이틀에는 마인크래프트, 씨 오브 시브즈, 그라운디드, 콜 오브 듀티: 워존, 월드 오브 워크래프트, 하스스톤, 오버워치 2, 디아블로 IV, 엘더스크롤 온라인, 폴아웃 76, 헤일로 인피니트, 스테이트 오브 디케이 2 등이 있다.
마이크로소프트 게이밍은 3인칭 슈팅 게임(TPS) 및 싱글 플레이어 장르에서 성공을 거두는 데 어려움을 겪었으며, 이 분야에서 소니, 테이크투 인터랙티브, 닌텐도, 캡콤, 그리고 스퀘어 에닉스와 같은 업계 리더들과 경쟁하는 데 어려움을 겪었다. 격렬한 노력에도 불구하고, 회사는 경쟁자들과 동일한 수준의 인지도와 시장 점유율을 확보하는 데 어려움을 겪었다. 이러한 경쟁 환경은 마이크로소프트 게이밍이 전략을 재평가하고 시장 위치를 개선하기 위해 다른 장르나 접근 방식을 모색하도록 유도하는 어려운 장애물을 제시했다. 마이크로소프트 게이밍은 기어스 오브 워, 퀀텀 브레이크, 그리고 선셋 오버드라이브와 같은 타이틀을 개발하여 3인칭 싱글 플레이어 장르에서 인지도를 얻으려 시도했다. 그러나 이러한 노력에도 불구하고, 회사는 이 장르에서 소니와 닌텐도와 같은 경쟁자들의 시장 지배력에 필적하는 데 계속해서 어려움을 겪고 있다.
오늘날 포트나이트와 로블록스와 같은 큰 게임은 어떤 하나의 플랫폼보다도 더 커질 수 있으며, 이는 우리가 생각하는 방식을 정말로 변화시켰습니다.
마이크로소프트 게이밍은 액티비전 블리자드 인수가 게임 산업의 성장하는 메타버스 트렌드를 활용하려는 전략적 노력을 반영한다고 밝혔다. 마이크로소프트에게 메타버스 개념은 그랜드 테프트 오토 V, 포트나이트, 로블록스와 같은 인기 게임과 유사하게 사용자가 상호 작용할 수 있는 온라인 게임 플랫폼을 만드는 것을 포함한다. 마이크로소프트는 진화하는 가상 환경에서 경쟁적인 입지를 확보하기 위해 콜 오브 듀티, 마인크래프트, 월드 오브 워크래프트와 같은 게임 내에서 강력한 소셜 기능과 효과적인 수익화 전략을 통합하는 것을 목표로 한다. 마이크로소프트에 따르면, 이 인수는 단순히 마이크로소프트의 게임 포트폴리오를 확장하는 것뿐만 아니라 액티비전 블리자드의 기존 프랜차이즈를 활용하여 전반적인 게임 경험을 향상시키는 것이 목적이다. 이러한 움직임은 기업들이 게임 내 구매와 소셜 상호 작용을 결합하여 몰입적이고 상호 연결된 가상 세계를 만드는 방법을 모색하는 업계 트렌드와 일치한다. 마이크로소프트는 다른 메타버스 게임의 성공을 관찰해왔다. 회사는 게임 포트폴리오를 강화하고 가상 환경 내에서 소셜 상호 작용 및 수익화 전략 기회를 탐색하려는 노력에서 분명히 드러나듯이, 메타버스 트렌드에 전략적으로 포지셔닝하고 있다. 마이크로소프트 게이밍은 진화하는 디지털 엔터테인먼트 환경에서 경쟁력을 유지할 계획이다.
필 스펜서는 엑스박스 브랜드가 계속해서 관련성을 유지하려면 모바일, PC, 그리고 콘솔 플랫폼에 동시에 존재해야 한다고 강조했다. 액티비전 블리자드 인수를 통해 마이크로소프트 게이밍은 모바일 게임 산업에서 중요한 플레이어가 되었다. 2024년 현재, 마이크로소프트 게이밍은 매출 기준으로 전 세계에서 세 번째로 큰 모바일 게임 개발사이다. 이 회사는 가장 큰 모바일 게임 개발사 및 퍼블리셔 중 하나인 킹을 소유하고 있으며, 캔디 크러쉬 사가, 콜 오브 듀티: 모바일, 폴아웃 셸터, 디아블로 이모탈, 그리고 콜 오브 듀티: 워존 모바일과 같은 인기 모바일 게임을 퍼블리싱하고 있다. 필 스펜서는 마이크로소프트 게이밍이 애플과 구글과 경쟁하고 모바일 양강 체제를 깨기 위해 모바일 게임 산업에서 새로운 상점을 출시하기를 원한다고 여러 번 반복했다. 2023년, 블룸버그는 마이크로소프트 게이밍이 모바일 게임 시장에서 구글 플레이와 앱 스토어와 경쟁하기 위한 모바일 스토어 출시를 위해 비디오 게임 퍼블리셔들과 파트너십 논의 중이라고 보도했다. 2024년, 사라 본드는 마이크로소프트 게이밍이 그 해 7월에 자체 모바일 게임 스토어를 출시할 것이며, 웹 기반 버전으로 시작하여 점차 확장할 것이라고 발표했다. 이 스토어는 처음에는 캔디 크러쉬 사가와 마인크래프트와 같은 인기 타이틀을 포함한 퍼스트 파티 포트폴리오를 선보일 예정이다. 이후 다른 퍼블리셔들도 참여할 수 있도록 할 것이다.

#### 엑스박스 콘솔 하드웨어 및 소프트웨어
마이크로소프트는 2001년 1세대 엑스박스 출시와 함께 가정용 비디오 게임 콘솔 시장에 진출했다. 2023년 현재까지 엑스박스 브랜드의 일부로 세 개의 연속 시스템을 제조했다. 마이크로소프트의 최신 게임 하드웨어인 엑스박스 시리즈 X와 엑스박스 시리즈 S는 2020년 11월에 출시되었다. 시리즈 X는 네이티브 4K 게임을 위한 강력한 하드웨어를 갖춘 고성능 콘솔이며, 시리즈 S는 더 낮은 해상도에서 디지털 게임에 중점을 둔 더 저렴한 옵션을 제공한다. 엑스박스 시리즈 X/S 콘솔은 2023년까지 총 2,100만 대가 팔렸다. 필 스펜서는 마이크로소프트 게이밍이 콘솔을 손해를 보면서 판매하고 있으며, 판매된 유닛당 200달러를 손해보고 있다고 강조했다. 그러나 마이크로소프트 게이밍은 플랫폼에서 서드 파티 게임 판매액의 30%를 가져가면서 이러한 손실을 보충하고 있다.
마이크로소프트와 소니는 2001년부터 콘솔 하드웨어 시장에서 오랜 라이벌 관계를 유지해왔다. 경쟁은 7세대 콘솔에서 정점에 달했으며, 엑스박스 360은 소니의 플레이스테이션 3 (PS3)의 주요 경쟁자로 부상했다. 다음 세대에서는 소니의 플레이스테이션 4 (PS4)가 마이크로소프트의 엑스박스 원을 두 배 이상 판매하며 앞섰다. 8세대 게임 콘솔에서는 플레이스테이션 4가 1억 1,700만 대, 닌텐도 스위치가 1억 3,300만 대, 엑스박스 원이 5,800만 대 판매되었다. 소니의 성공은 독점 게임 카탈로그와 마케팅 기법에 기인한다. 마이크로소프트는 처음에는 게임 기능보다 멀티미디어 기능을 우선시했으며, 소니는 이러한 인식 격차를 활용하는 데 성공했다. 플레이스테이션 4와 닌텐도 스위치는 디자인과 방대한 퍼스트 파티 게임 포트폴리오 덕분에 엑스박스 원을 능가했다. 2017년에 엑스박스는 시장에서 더 잘 경쟁하기 위해 전술을 재고하고 독점 콘텐츠 및 게임 중심 방법에 더 중점을 두기 시작했다. 엑스박스 시리즈 X/S 콘솔은 닌텐도 스위치와 플레이스테이션 5 (PS5)와의 경쟁에서 계속 어려움을 겪었다.
콘솔 게임 시장은 콘솔 하드웨어, 콘솔 게임 콘텐츠, 콘솔 구독의 총합으로 정의된다. 2023년 현재, 플레이스테이션 시스템 하드웨어, 게임 및 서비스에서 45%의 시장 점유율을 가진 소니가 전 세계 업계 선두를 유지하고 있으며, 닌텐도가 27.7%, 마이크로소프트가 27.3%의 시장 점유율을 차지하고 있다. 소니는 2023년 현재 전 세계 고급 콘솔 시장의 70%를, 마이크로소프트는 30%의 시장 점유율을 가지고 있다.
미국과 일본 간의 양자 무역 협상에서 미국 상원 워싱턴의 마리아 캔트웰 상원의원은 플레이스테이션이 지배적인 시장 지위를 차지하고 있다고 자신이 인식하는 바에 대한 우려를 제기했다. 상원의원은 특히 플레이스테이션의 독점적 지위를 강조하며 엑스박스를 경쟁 대안으로 지지했다. 미국 무역대표부 캐서린 타이가 참석한 미국 상원 재무 위원회 청문회에서 캔트웰 상원의원은 일본의 고급 게임 시장에 대한 우려를 제기하며, 플레이스테이션이 일본 이 분야에서 98%의 독점적 지위를 가지고 있다고 주장했다. 캔트웰은 소니의 독점 계약 및 게임 퍼블리셔에 대한 지불로 인해 촉진된 반경쟁적 행위를 비난했다. 상원의원은 또한 일본 공정거래위원회가 소니의 행위를 조사하지 않고 있다고 비판하며 이를 "배타적"이라고 언급했다. 캔트웰은 이러한 인식된 문제에 대응하여 일본이 어떻게 "공정한 경쟁 환경"을 구축할 계획인지에 대한 통찰력을 모색했다.
마이크로소프트 게이밍은 엑스박스 게임 패스, 엑스박스 클라우드 게이밍, 엑스박스 네트워크, 마이크로소프트 스토어, 그리고 Battle.net을 포함한 수많은 소프트웨어 서비스를 관리한다. 엑스박스 네트워크는 2022년 12월 기준 월간 활성 플레이어 1억 2천만 명을 기록하며, 2016년 초 4,600만 명에서 현저한 증가를 보였다. 2024년 7월 30일 기준으로, 액티비전 블리자드 인수로 인해 월간 활성 플레이어 수가 5억 명에 도달했다.

#### 엑스박스 게임 패스 및 X클라우드
마이크로소프트는 2017년에 엑스박스 게임 패스를 만들었다. 엑스박스 게임 패스는 월정액으로 방대한 게임 라이브러리를 제공하는 구독 서비스이다. 여기에는 퍼스트 파티 타이틀, 서드 파티 게임, 그리고 PC 및 콘솔 플랫폼에서 이용 가능한 타이틀이 혼합되어 있다. 이 서비스는 그 가치로 칭찬받았으며 마이크로소프트 게임 전략의 중요한 부분이 되었다. 2022년, 마이크로소프트는 엑스박스 게임 패스 구독자 수가 2,500만 명을 넘어섰다고 발표했다. 마이크로소프트 게이밍은 서드 파티 게임을 도입하여 게임 패스 라이브러리를 확장하기 위해 매년 10억 달러 이상을 게임 시장에 투자하고 있다. 2024년 2월 15일 기준으로, 엑스박스 게임 패스 구독자 수는 3,400만 명에 도달했다.
마이크로소프트 게이밍은 2020년 9월 15일에 엑스박스 게임 패스 얼티밋 구독자를 대상으로 엑스박스 클라우드 게이밍을 출시했다. 엑스박스 클라우드 게이밍은 사용자가 다양한 기기에서 스트리밍을 통해 고품질 비디오 게임을 플레이할 수 있도록 설계된 마이크로소프트의 클라우드 게임 서비스이다. 이 서비스는 클라우드 기술을 사용하여 스마트폰, 태블릿, PC와 같은 기기에서 고사양 하드웨어 없이 게임을 즐길 수 있게 한다.

#### 영화 및 TV 시리즈 제작
마이크로소프트 게이밍은 외부 제작 스튜디오에 게임 프랜차이즈의 관리 및 라이선스를 총괄한다. 이 사업부는 이러한 파트너십이 사랑받는 게임 세계를 텔레비전 매체를 통해 더 많은 시청자에게 전달하는 것을 목표로 한다고 밝혔다.
라이선스된 완성작 또는 제작 중인 작품은 다음과 같다: 2022년에 쇼타임 네트웍스가 제작하고 출시한 헤일로 텔레비전 시리즈, 2024년에 아마존 MGM 스튜디오가 제작하고 출시한 폴아웃 텔레비전 시리즈, 2025년에 워너 브라더스가 개봉한 마인크래프트 장편 영화, 와일드브레인 스튜디오가 제작할 마인크래프트 애니메이션 텔레비전 시리즈, 넷플릭스가 제작할 기어스 오브 워 실사 장편 영화 및 성인 애니메이션 스핀오프 시리즈, 바델 엔터테인먼트가 제작할 그라운디드 애니메이션 텔레비전 시리즈 등이 있다.
폴아웃 텔레비전 시리즈는 반지의 제왕: 힘의 반지 이후 아마존 프라임 비디오의 가장 성공적인 시리즈가 되었으며, 6,500만 명의 시청자를 유치했다. A MINECRAFT MOVIE 마인크래프트 무비는 4,269개 극장에서 1억 5,700만 달러의 국내 개봉 주말 수익을 올리며 비디오 게임 각색작의 이전 기록을 경신했다. 전 세계 개봉 총액은 3억 100만 달러로, 현재까지 가장 성공적인 비디오 게임 기반 영화 중 하나로 자리매김했다.

## 홍보

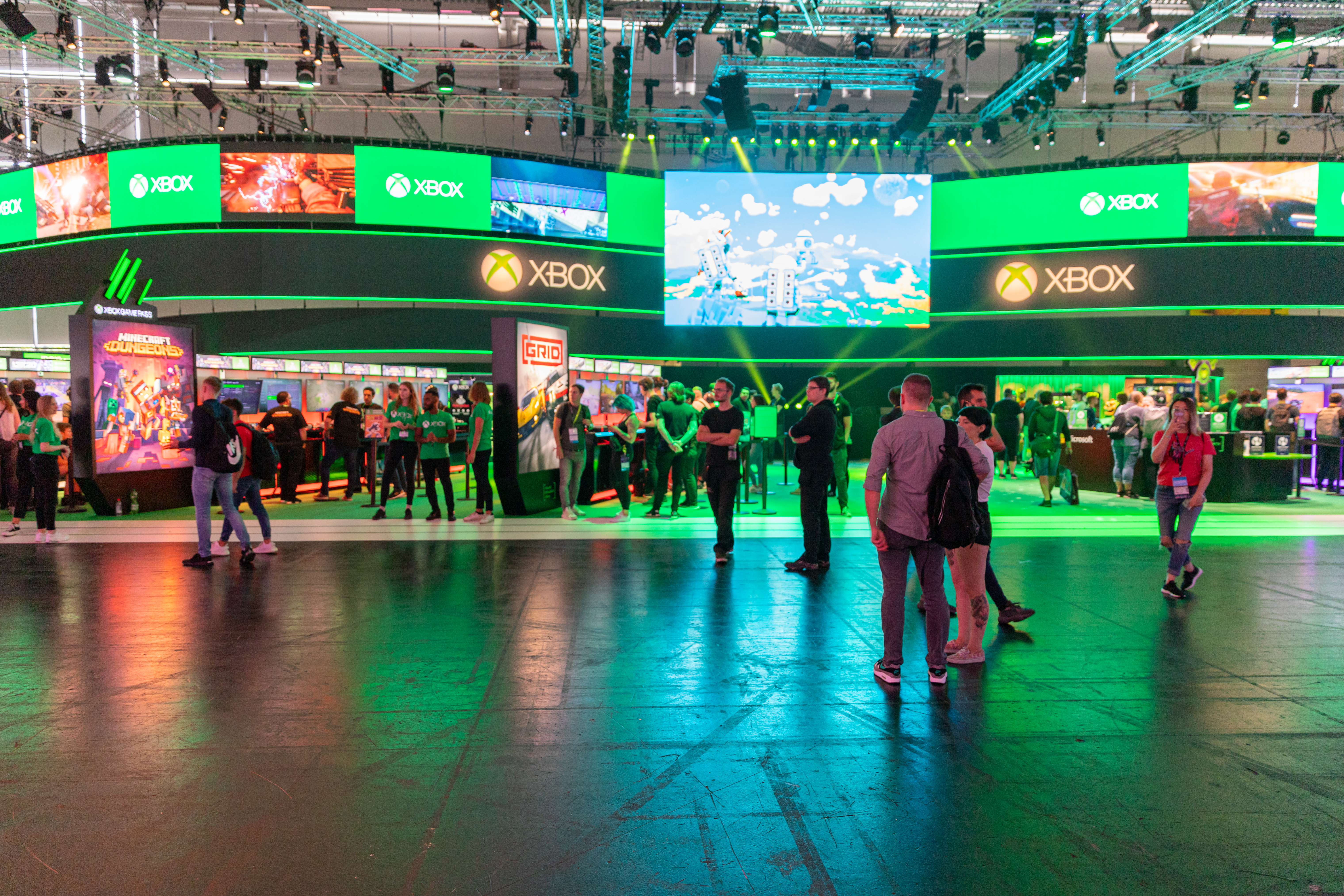
게임스컴의 엑스박스 부스

### 게임 이벤트 및 투명성
국제적인 참여 측면에서, 마이크로소프트 게이밍은 전 세계 주요 게임 엑스포에 적극적으로 참여해왔다. 이 회사는 미국 E3 및 섬머 게임 페스트, 독일 게임스컴, 프랑스 파리 게임 위크, 일본 도쿄 게임 쇼, 브라질 CCXP와 같은 행사에서 주목할 만한 존재감을 드러냈다. 이 회사는 블리즈컨과 퀘이크콘과 같은 주요 게임 컨벤션을 개최하며, 개발자스 다이렉트, 엑스박스 파트너 프리뷰, 엑스박스 게임스 쇼케이스, 인사이드 엑스박스, 엑스박스 X0와 같은 다른 쇼도 진행한다.
필 스펜서는 대규모 게임 박람회에 참여하고 투명성을 유지하는 것이 비즈니스 파트너, 팬, 소비자 및 다양한 게임 커뮤니티와 소통하고, 최신 혁신을 선보이며, 전 세계 팬들과 교류하는 데 필수적이라고 강조했다. 레드폴의 출시 실패 이후, 필 스펜서는 킨다 퍼니 게임즈와의 인터뷰에서 팬들에게 사과하고 고품질 게임 출시를 위한 보다 강력한 로드맵을 제공하겠다고 약속했다.

### 비판 및 논란

#### 독점적 경향
마이크로소프트 게이밍은 전략적 인수에 대해 비디오 게임 기자들과 업계 관찰자들로부터 비판을 받아왔다. 특히 제니맥스 미디어와 액티비전 블리자드의 인수를 포함한 주요 게임 퍼블리셔 인수는 잠재적인 독점적 경향에 대한 논쟁을 불러일으켰다. 비평가들은 그러한 인수가 마이크로소프트 내부에 너무 많은 권력을 집중시켜 게임 산업 내 건강한 경쟁에 대한 우려를 제기할 수 있다고 주장한다. 다양한 비디오 게임 기자들은 마이크로소프트 게이밍이 두 개의 주요 게임 퍼블리셔를 인수하여 독점을 시도하고 있다고 비판했다. 우려는 시장 경쟁에 미칠 잠재적 영향에 집중되어 있으며, 회의론자들은 주요 타이틀이 하나의 우산 아래 통합되면 게이머의 선택을 제한하고 혁신을 저해할 수 있다고 우려한다.

#### 게임 스튜디오의 잘못된 관리 및 정리 해고
마이크로소프트의 게임 스튜디오 관리 부실에 대한 논란이 있었다. 헤일로 인피니트와 레드폴의 출시 실패 이후, 비평가들은 이 문제에 대해 마이크로소프트를 비판하기 시작했다. 에버와일드와 퍼펙트 다크도 개발 지옥에 빠졌다는 보도가 있었다. 대부분의 비판은 맷 부티 게임 콘텐츠 및 스튜디오 사장의 과거 엑스박스 게임 스튜디오 사업부 관리에 집중되었다.
마이크로소프트 게이밍은 비디오 게임 부문 인력 감축으로 여러 차례 비판에 직면했다. 2022년 343 인더스트리는 인력 감축으로 60명 이상의 직원을 잃었고, 이에 대해 여러 전 343 인더스트리 직원들이 마이크로소프트의 리더십과 경영 정책에 대해 공개적으로 비판했다. 2024년에는 마이크로소프트 게이밍이 또 다른 인력 감축을 단행하여 1,900명의 직원을 해고했다. 또한 이 기간 동안 마이크로소프트는 블리자드 엔터테인먼트의 신작 게임인 Project Odyssey를 취소하여 팬들과 언론인들로부터 비판을 받았다. FTC는 마이크로소프트의 인력 감축이 액티비전 블리자드 인수 후 운영 자율성을 유지하겠다는 과거 주장과 일치하지 않는다고 우려를 표명했다. 마이크로소프트는 성명에서 액티비전 블리자드가 독립적으로 운영되던 시점에도 이미 상당한 인력 감축을 계획하고 있었으며, 이번 해고는 합병과 무관하다고 주장했다.
여러 스튜디오 폐쇄 후, 다수의 마이크로소프트 직원과 비디오 게임 저널리스트들은 마이크로소프트의 결정에 대해 비판했다. 아케인 리옹의 스튜디오 책임자 딩가 바카바는 여러 스튜디오를 폐쇄하기로 한 마이크로소프트 게이밍 경영진의 결정에 대해 공개적으로 비판했다. 그는 비디오 게임 산업에서 예술가와 연예인을 돌보는 것의 중요성을 강조하며, 그들의 역할이 기업에 가치를 창출하는 것이라고 역설했다. 부티는 또한 폐쇄 후 직원들과의 타운홀 미팅에서 한 발언으로 비판을 받았다. 그는 마이크로소프트가 "위신과 상을 가져다줄 더 작은 게임"이 필요하다고 말했는데, 많은 이들은 마이크로소프트가 폐쇄한 스튜디오 중 하나인 탱고 게임웍스가 비평가들의 찬사를 받고 수상 경력에 빛나는 게임인 하이파이 러시를 개발했다는 점에서 이를 위선적이라고 보았다.

#### 유해한 근무 환경
2022년 Kotaku에서 실시한 조사에 따르면 Undead Labs의 스튜디오 환경에 대한 우려가 제기되었으며, 회사 내에 성차별이 존재함을 시사했다. 스트레인(Strain)의 뒤를 이은 스튜디오의 새 리더 필립 홀트(Philip Holt)와 당시 인사 책임자 앤 슐로서(Anne Schlosser)는 모두 이러한 문제적 문화를 조장한 것으로 지목되었다. 마이크로소프트 인사팀의 조사에 따라 슐로서는 이후 해고되었다. 그녀의 퇴사에도 불구하고, 지속되는 유해한 근무 환경은 숙련된 직원의 상당한 이직으로 이어졌다. 이러한 문제들이 명확한 디자인 방향성 부족과 결합되어 스테이트 오브 디케이 3(State of Decay 3) 개발에 상당한 지연을 초래했다. 직원들은 또한 마이크로소프트가 학대 보고서를 신속하게 처리하지 않아 다양성, 형평성, 포용성 목표를 달성하지 못했다고 비난했다. 마이크로소프트가 인수 후 액티비전 블리자드의 유해한 근무 환경을 해결할 것인지에 대한 우려도 제기되었다. 마이크로소프트는 인수 후 액티비전 블리자드의 유해한 근무 환경을 해결하겠다고 약속했다. 2023년 12월 16일, 액티비전 블리자드는 캘리포니아 민권국이 회사의 여성 직원을 대신하여 제기한 차별 주장을 해결하기 위해 약 5,400만 달러를 지불하기로 합의했다. 액티비전 블리자드는 또한 회사 내에서 "공정한 임금 및 승진 관행"을 보장하기 위한 조치를 취하기로 합의했다.
2023년 12월 5일, 제니맥스 미디어의 품질 보증 (QA) 직원 300명이 노동조합을 조직한다고 발표했다. 2023년 6월, 마이크로소프트와 미국 통신 노동자 연맹 (CWA)은 노동 중립 협약을 발표했다. 이 협약은 액티비전 블리자드 직원들이 자유롭게 노동조합을 설립할 수 있도록 했고, 마이크로소프트는 그 노동조합을 인정하고 수용하기로 약속했다. 2024년 3월 8일, 액티비전 QA 직원 600명이 미국 통신 노동자 연맹의 회원이 되면서 북아메리카에서 가장 큰 게임 개발자 노조가 되었다.

#### 멀티플랫폼 개발
다양한 Xbox 자체 타이틀을 비Xbox 콘솔, 특히 직접적인 경쟁자인 플레이스테이션 5에 배포하기로 한 결정은 2024년 초 마이크로소프트 내부에서 이 계획이 진행되고 있다는 소문이 처음 나온 이래로 계속해서 집중적인 조사를 받았다. 일부 논평가들은 게임이 더 성숙한 설치 기반과 더 많은 플레이어를 가진 플랫폼(예: 플레이스테이션 5 또는 닌텐도 스위치)에 도달할 경우, 미래 게임 개발 자금을 조달하기 위한 충분한 수익을 동시에 제공하고, 회사가 2024년 내내 게임 부문에서 참여했던 인력 감축과 같은 비용 절감 조치를 피함으로써 마이크로소프트에 재정적으로 이익이 될 가능성에 대해 언급했다. 디지털 파운드리 편집장 리처드 리드베터는 유로게이머에 이 전략에 대해 추측하며, 베데스다 소프트웍스 및 액티비전 블리자드와 같은 이전 타사 퍼블리셔를 인수한 마이크로소프트 게이밍이 마인크래프트 소유권 외에도 플레이스테이션 및 닌텐도 콘솔에 이미 확고한 입지를 가지고 "시장 최대의 멀티플랫폼 퍼블리셔 중 하나"로 자리매김하고 있으며, Xbox의 접근 가능한 대상을 기존 콘솔 및 PC로 제한하려는 시도는 해당 개발자들이 다른 콘솔에 게임을 출시하는 것을 포기하게 함으로써 점점 더 지속 불가능해지고 있다고 썼다. 폴리곤의 올리 웰시는 이러한 추측에 동의하며, 9세대 비디오 게임기에서 엑스박스 시리즈 X/S는 경쟁 플랫폼에 비해 하드웨어 판매에서 이미 "크게 뒤처지는 3위"를 차지했으며, 마이크로소프트가 엑스박스 360 세대에서 이전에 누렸던 시장 점유율과 재정적 생존력을 되찾지 못하고 있음을 덧붙였다. 이는 플레이스테이션 및 닌텐도 콘솔의 "수천만 명의 고객"에게 포트폴리오를 배포하는 것이 그들이 활용할 수 있는 프랜차이즈로 인해 소프트웨어 측면에서 더 성공적일 수 있는 접근 방식임을 의미한다. 또한 그는 마이크로소프트의 액티비전 블리자드 인수를 콜 오브 듀티, 디아블로, 오버워치와 같은 프랜차이즈의 강력하게 축적된 플레이어 기반을 유지하는 것과 같이, 콘솔 독점을 확장하여 접근 범위를 제한하는 것이 아니라 Xbox 콘솔 및 PC를 넘어선 확장된 수익과 사용자층 확대의 필요성을 재정비하는 계기가 되었을 가능성이 있다고 언급했다. 2024년 2월 더 버지에 대한 전략적 전환을 보도하면서, 마이크로소프트 콘텐츠 편집자 톰 워렌은 Xbox가 표준 3단계 콘솔 및 PC, 클라우드 게임 모델을 넘어 다른 플랫폼으로 확장하려는 계획은 콘텐츠 및 서비스 참여 부족, 특히 게임 패스 구독 둔화 및 모바일과 같은 다른 수익원을 추구해야 할 필요성을 나타내는 지표라고 추정했다. 그는 2022년과 2023년 회계연도 동안 Xbox 부문의 예상 성장률 미달과 콘솔 서비스 대신 PC 게임 패스 마케팅으로의 전환을 언급했지만, 플레이스테이션 5 및 닌텐도 스위치와 같은 콘솔로 콘텐츠를 확장하는 것이 하드웨어 및 소프트웨어 관점에서 Xbox의 "확장 야망"에 도움이 되지는 않을 것이라고 지적했다.
반대로, 이러한 전략이 경쟁 하드웨어 플랫폼으로서의 Xbox 콘솔의 가치 제안뿐만 아니라 소프트웨어 및 서비스를 촉진하는 생태계 내 고유 장치로서의 가치까지 저해한다는 비판이 마이크로소프트 게이밍에 제기되었다. Windows Central 편집자 제즈 코든은 이러한 움직임을 서피스 라인 및 윈도우 폰과 같은 다른 자체 하드웨어 프로젝트의 가치를 떨어뜨리는 마이크로소프트의 광범위한 역사 연장선상으로 비난했다. 그는 최고급 자체 프랜차이즈를 Xbox 플랫폼 외부로 옮기는 것이 Xbox 하드웨어에 투자할 이유를 없애고 동시에 경쟁자들을 강화하며, 콘솔 및 엑스박스 게임 패스 및 엑스박스 클라우드 게이밍과 같은 관련 서비스 사용자의 확보를 정체시킬 위험이 있다고 주장했다. 그는 또한 Xbox가 타사 퍼블리싱 모델로 전환하면 플레이스테이션이 프리미엄 콘솔 시장에서 실질적인 경쟁 없이 남게 되어, 콘솔에서 타사 게임으로부터 더 많은 수익을 얻고 소비자 및 개발자를 위한 플랫폼 통합을 촉진함으로써 게임 시장에 대한 통제력을 행사할 수 있게 될 것이라고 예상했다. 미디엄에 기고한 잭 대니얼스도 Xbox의 계획에 대해 비슷한 실망감을 표하며, 이러한 조치가 Xbox One 및 엑스박스 시리즈 X/S 콘솔 주기 동안 반복적으로 재확인된 게임 독점성에 대한 이전의 확고한 입장을 훼손할 것이라고 언급했다. 특히 스타필드 및 세누아의 전설: 헬블레이드 II와 같은 게임을 하드웨어 및 서비스 참여를 유도하는 주요 콘솔 독점작으로 확보한 것과 관련하여 그러하다. 전 블리자드 엔터테인먼트 CEO 마이크 이바라는 X의 팬 질문에 대해 소니 인터랙티브 엔터테인먼트와 마이크로소프트 게이밍 간의 플랫폼 독점 접근 방식 차이에 대해 답변하며, 콘솔 독점 게임이 성공적인 게임 플랫폼의 핵심 요소로 남을 것이며, 마이크로소프트와 같은 플랫폼 소유자들이 "자신들에게 맞는 서사를 밀어붙이고 있다"고 시사했다.
머신게임즈의 타이틀인 인디아나 존스: 그레이트 서클 (2024)이 엑스박스 시리즈 X/S와 PC에서 한정된 기간 동안 독점 출시된 후 플레이스테이션 5로 출시된다는 발표는 원래 엑스박스 콘솔 독점작으로 확정되었기 때문에 특히 논란의 여지가 있는 반응을 불러일으켰다. 마이크로소프트 게이밍은 2021년 다른 베데스다 스튜디오와 함께 머신게임즈를 인수한 후 루카스필름과 IP 보유자와의 계약 조건을 수정하여 플레이스테이션 5 출시를 처음에는 제외시켰기 때문이다. Pure Xbox의 벤 케리(Ben Kerry)는 엑스박스 자체 게임이 그 시점까지 독점으로 마케팅되었던 플레이스테이션 5 버전이 발표된 것은 잠재적인 신규 고객이 엑스박스의 하드웨어 플랫폼이나 생태계에 투자하는 것에 대한 관심을 없앴으며, 마이크로소프트가 인디아나 존스를 게임 패스에 대한 의존성 외에 엑스박스 관련 게임으로 먼저 홍보하려는 이니셔티브가 거의 없다고 언급했다. GamesIndustry 기고 편집자 롭 페이(Rob Fahey)는 이 결정에 대해 논평하며, 독점 마진이 전통적이지 않은 방식으로, 즉 대상 하드웨어에 게임이 출시되기 전에 추가 플랫폼을 확인하는 방식으로 상세히 설명되었다고 지적했다. 그는 마이크로소프트가 게임 출시 전에 제한된 독점 기간을 대중에게 알리는 것이 주 시스템에서의 재정적 성공 가능성을 크게 약화시킨다고 결론지었고, 마이크로소프트가 그레이트 서클 출시 기간 동안 Xbox 콘솔 판매에 그러한 영향이 발생하는 것을 신경 쓰지 않았으며, 이는 처음부터 타사 퍼블리싱으로의 더욱 확고한 전환 기간을 보여주었다고 가설을 세웠다. Windows Central에 후속 기사를 쓴 제즈 코든은 이 움직임을 "나쁜 제품 마케팅의 걸작"이라고 비판하며, 마이크로소프트가 잠재적으로 영향력 있는 뉴스를 Xbox 고객에게 전달하는 방식이 2013년 Xbox One 출시 이후 회사가 회복하기 위해 싸웠던 신뢰를 훼손하고, Xbox 콘솔이 "마이크로소프트의 우선순위 목록에서 가장 낮은 단계"에 있다는 인상을 준다고 한탄했다.

## 기업 구조
마이크로소프트 게이밍은 전 세계적으로 주요한 입지를 가지고 있으며 전 세계에 스튜디오를 두고 있다. 전 세계적으로 Microsoft는 40개의 스튜디오를 소유하고 있으며 20,100명 이상의 직원을 고용하고 있다. Microsoft의 게임 활동의 대부분은 미국에 기반을 두고 있지만, 회사는 전략적으로 국제적인 영역으로 확장을 꾀하고 있다. 이러한 글로벌 접근 방식은 Microsoft가 다양한 재능과 협력하여 전 세계 관객을 위한 광범위한 게임 경험을 개발할 수 있도록 한다. 미국 외에도 Microsoft는 영국, 캐나다, 스웨덴, 프랑스, 스페인, 멕시코, 독일, 폴란드, 중화인민공화국, 일본, 아일랜드, 몰타, 오스트레일리아 등 다양한 국가에 스튜디오를 설립하고 인수하여 전 세계 게임 산업의 핵심 주체로서 회사의 위상에 기여하고 있다. 영국에서만 마이크로소프트 게이밍은 4개의 비디오 게임 개발 스튜디오를 소유하고 있으며 1,000명 이상의 직원을 고용하고 있다. 플레이그라운드 게임스, 레어, 닌자 시어리, 킹은 영국에 있는 Microsoft 소유 스튜디오 중 일부이다. 캐나다에서 마이크로소프트 게이밍은 The Coalition과 비녹스를 포함한 5개의 비디오 게임 스튜디오를 소유하고 있으며, 일렉트로닉 아츠 및 유비소프트와 함께 캐나다에서 가장 큰 비디오 게임 고용주 중 하나이다.
| Microsoft Gaming | Microsoft Gaming | Microsoft Gaming |
| 엑스박스 게임 스튜디오 | 제니맥스 미디어 | 액티비전 블리자드 |
| --- | --- | --- |
| - The Coalition - Compulsion Games - 더블 파인 - 343 인더스트리 - 인엑자일 엔터테인먼트 - 모장 스튜디오 - 닌자 시어리 - 옵시디언 엔터테인먼트 - 플레이그라운드 게임스 - 레어 - 턴 10 스튜디오 - Undead Labs - World's Edge - Xbox Game Studios Publishing | - 아케인 스튜디오 - 베데스다 소프트웍스 - 베데스다 게임 스튜디오 - 이드 소프트웨어 - 머신게임즈 - ZeniMax Online Studios | 액티비전 - Activision Shanghai Studio - 비녹스 - Demonware - Digital Legends Entertainment - Elsewhere Entertainment - High Moon Studios - 인피니티 워드 - 레이븐 소프트웨어 - 슬레지해머 게임스 - Solid State Studios - 트레이아크 블리자드 엔터테인먼트 킹 |